# Nitrocellulose
La nitrocellulose ou nitrate de cellulose est un ester de cellulose, explosif, dérivé de la cellulose. Il fut utilisé dans les munitions sous forme de fulmicoton, coton-poudre ou encore pyroxyle.

## Propriétés

Inflammation de nitrocellulose (risque de brûlures)

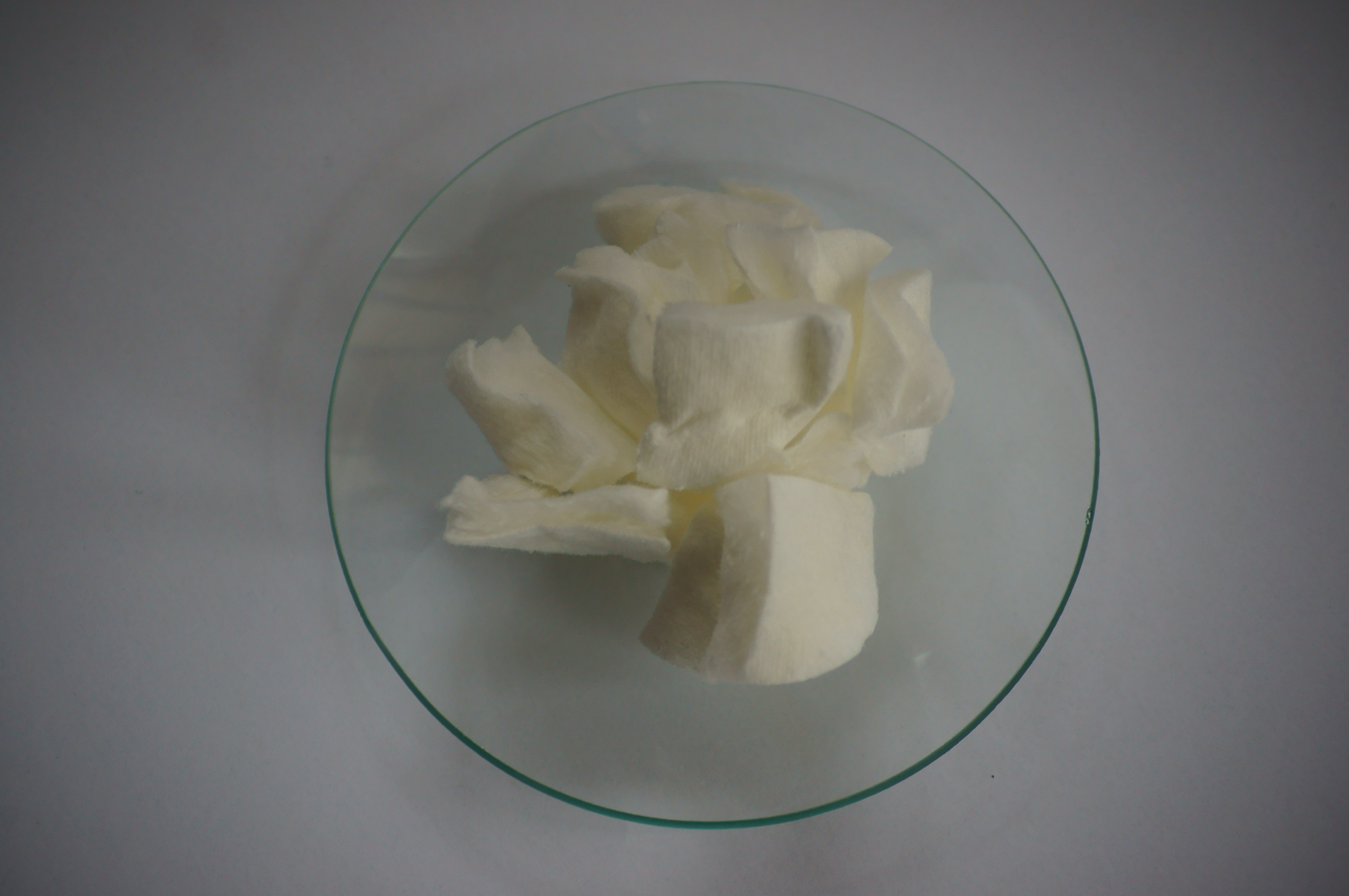
Nitrocellulose à l'état solide

La nitrocellulose est à l'état sec un explosif fulminant, c'est-à-dire qu'il dégage de grandes quantités de gaz et de chaleur lors de sa combustion. La nitrocellulose peut se gélifier dans un mélange d'éther et d'alcool (selon le procédé de Paul Vieille). Le gel de nitrocellulose est appelé collodion. Ce produit est très peu soluble et semble très peu biodégradable dans l'eau.

## Historique

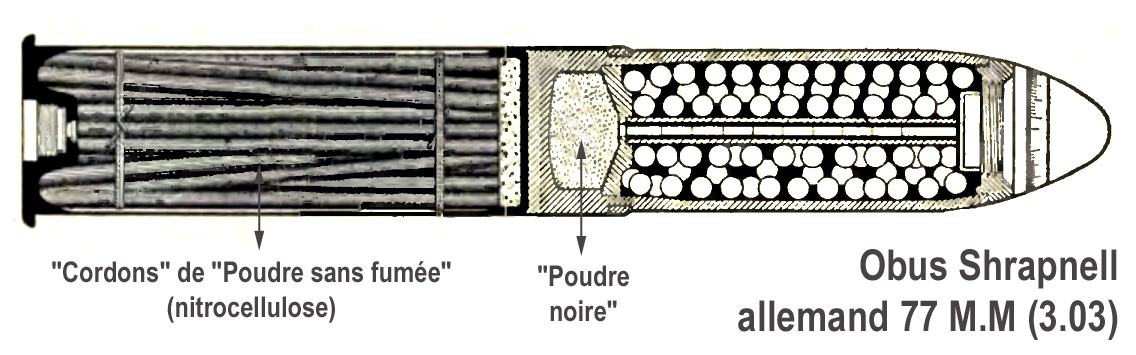
Obus Shrapnell allemand, avec douille (étui) chargé de cordons de nitrocellulose

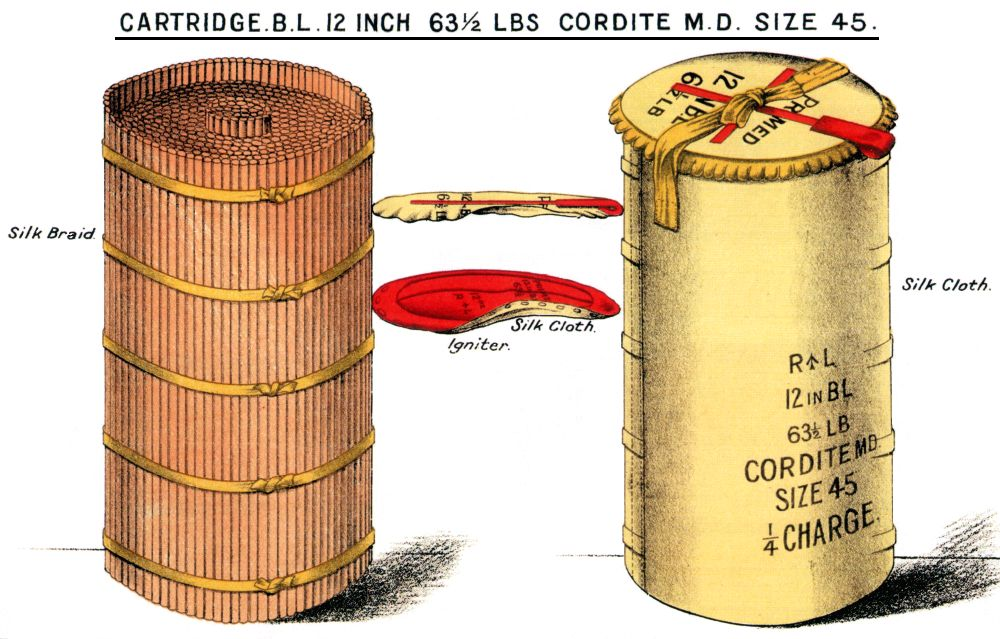
Charge ou "cartouche" de cordite (Cartridge 63½ lb (¼ charge) pour canon de marine (BL 12 inch Mk IX naval guns) des cuirassés de classe King Edward VII.

La nitrocellulose a été découverte en 1838 par Théophile-Jules Pelouze sous la forme de papier nitré mais l'histoire a vraiment débuté avec le chimiste allemand Christian Friedrich Schönbein en 1846. Elle est testée comme substitut à la poudre noire pour les armes à feu mais reste cantonnée à un usage comme explosif car trop dangereuse. Une longue liste de chimistes tenteront longtemps d'utiliser la nitrocellulose comme poudre blanche sans fumée et c'est finalement Paul Vieille, qui en 1884 découvrit un procédé le permettant.
Le coton fut très souvent employé pour la fabrication d'où les noms de coton poudre et fulmicoton.
En 1875, Alfred Nobel se blessa au doigt dans son laboratoire français de Sevran. Il soigna la plaie en appliquant du collodion. Réfléchissant à la composition du pansement liquide, il eut l'idée de mélanger la nitroglycérine avec de la nitrocellulose. Il déposa le brevet de sa nouvelle invention sous le nom de gélignite.

## Fabrication

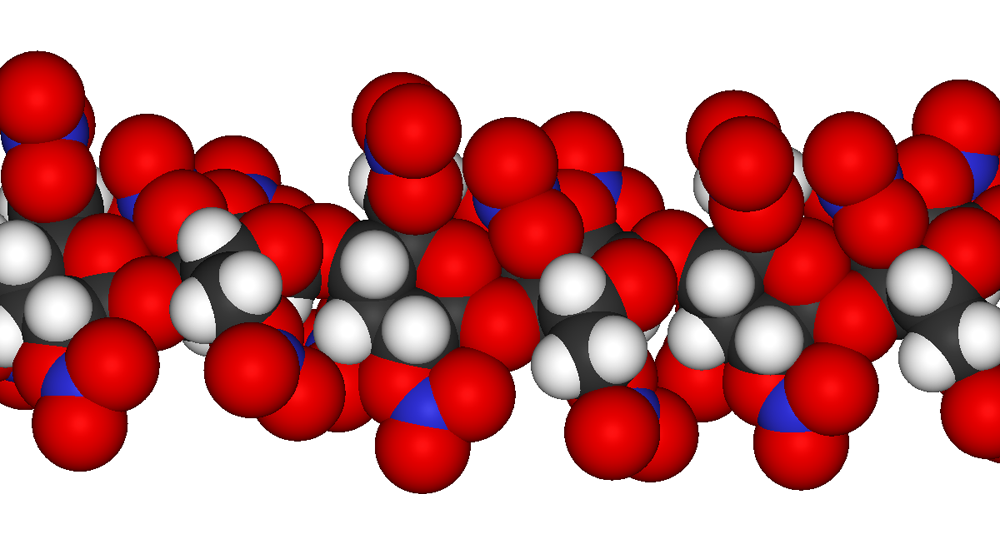
Nitrocellulose

La cellulose est le composant principal de la paroi des végétaux, en outre le coton est de la cellulose presque pure, ce qui en fait une source de choix. Elle est traitée à l'acide sulfonitrique (mélange d'acide nitrique et d'acide sulfurique). Les ions nitronium ainsi produits réagissent avec les fonctions alcool de la cellulose pour former de la nitrocellulose et de l'eau. On obtient un mélange de mononitrate, dinitrate et trinitrate de cellulose. La nitration croît avec la teneur en acide sulfurique, qui absorbe également l'eau formée, celle-ci déplaçant l'équilibre.
Le mononitrate est soluble dans un mélange 2/3-1/3 d'éther et d'alcool, ce qui donne le collodion utilisé pour les laques cellulosiques par exemple, en lutherie ou modélisme, ou même le vernis à ongles. Il est mentionné dans les compositions comme "nitrocellulose soluble".
Le dinitrate et surtout le trinitrate sont insolubles dans le mélange précédent (et constituent la "nitrocellulose insoluble") mais totalement solubles dans l'acétone.
Le mononitrate est très inflammable. Le dinitrate et surtout le trinitrate sont des produits très dangereux et explosifs à l'état sec. De plus, la moindre trace d'acide nitrique laissée emprisonnée dans les fibres par le procédé de fabrication rend le produit très instable. La nitrocellulose doit être stockée dans l'eau ou des conditions d'humidité importante (> 25 %) pour être considérée comme sans danger.
Le 3 août 2022 a eu lieu une explosion dans une usine de Bergerac produisant de la nitrocellulose.

## Applications
La nitrocellulose, notamment sous forme de collodion a connu de multiples usages :
- Le collodion est/ou a été utilisé en pharmacie pour isoler les plaies des risques d'infections extérieures. Il a l'aspect d'un vernis incolore et se détache facilement de la peau une fois la blessure cicatrisée. On obtient ce collodion par traitement où interviennent le coton et l'acide nitrique, le tout étant dilué - après copieux rinçage et séchage - dans de l'éther. La présence d'éther a conduit à l'interdiction du collodion dans les années 1960-1970 dans certains pays (sauf en Belgique et en France, entre autres).

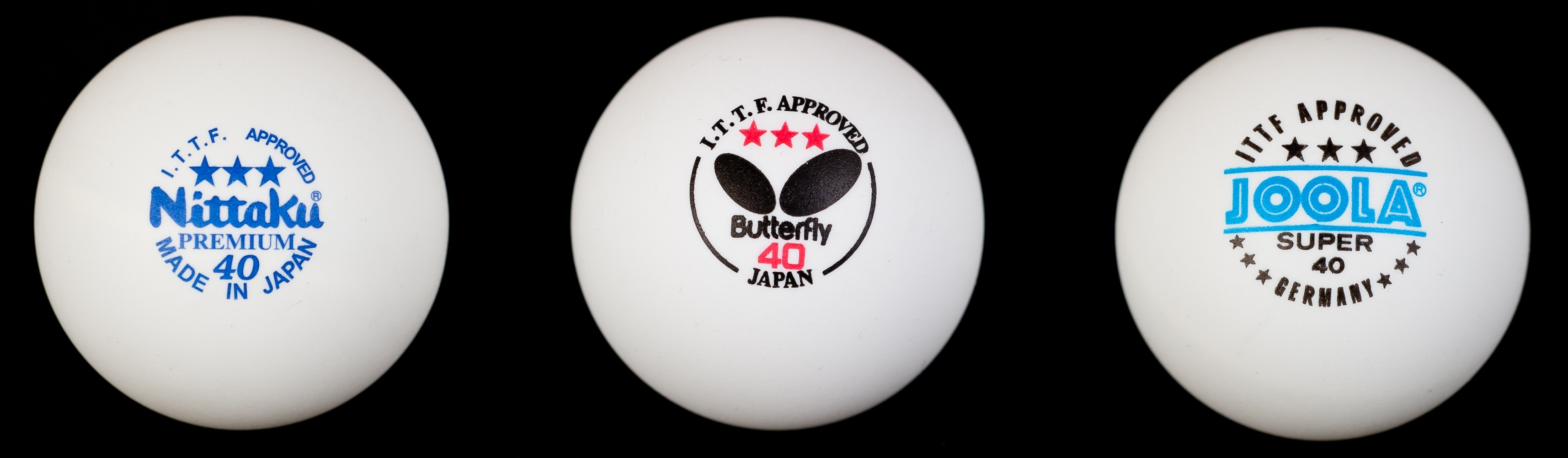
Les balles de tennis de table étaient fabriquées en nitrocellulose.

- La nitrocellulose a principalement été utilisée comme explosif (la célèbre Poudre B, celle-ci remplaça la poudre noire).
- Elle a été utilisée aussi, selon la découverte du chimiste français Hilaire Bernigaud de Chardonnet en 1884, pour la fabrication de tissus. Ceux-ci se révélèrent toutefois dangereux, parce que très inflammables. De là, le nom de soie belle-mère qui lui avait été donné à la fin du XIXe siècle. Notons qu'à cette époque, la bougie demeurait très employée comme moyen d'éclairage domestique ou autre.
- La nitrocellulose est utilisée dans certaines colles, comme composant de la pâte à bois (le collodion durcit à l'air libre), mais également comme enduit pour les maquettes aériennes, ou, enfin comme composant d'allumage (feux).
- Les balles de ping-pong sont souvent fabriquées en celluloïd ou "nitrocellulose Héraud", c’est-à-dire en un mélange de nitrocellulose et de camphre (plastifiant rendant la nitrocellulose moins réactive).
- Le collodion fut utilisé aux débuts de la photographie pour contenir les substances sensibles, on le coulait sur des plaques en verre. Le celluloïd était utilisé comme support souple pour les premières pellicules photographiques et fut adopté dès 1891 pour la confection des premiers films du cinéma par Thomas Edison et son ingénieur et premier réalisateur de l'histoire William Kennedy Laurie Dickson, jusqu'en 1934 où l'on remplaça ce support très inflammable, voire explosif, par le triacétate de cellulose, plus stable[9].
- Les illusionnistes utilisent également la nitrocellulose pour produire une combustion rapide, ne laissant que peu ou pas de résidus de combustion solides. On l'appelle papier flash ou coton flash, le but de la manœuvre permettant de distraire le spectateur afin de permettre à l'illusionniste de faire apparaître un objet dans sa main.
- En biochimie, elle se présente sous la forme de membranes rugueuses et blanches ; elle sert pour la réalisation des tests de Western et Dot blot ; en effet, la nitrocellulose a la propriété de fixer rapidement les protéines.
- Le conditionnement des viandes pré-emballées utilise la cellophane recouverte extérieurement d’un vernis nitrocellulosique ou de polyéthylène[10].
- Les premiers vitrages feuilletés, inventés par Édouard Bénédictus en 1909, consistaient en l'assemblage de verres avec un intercalaire en nitrocellulose[11]. Il fonda la Société du Verre Triplex. L'attentat raté du 19 février 1919 contre Georges Clemenceau aura contribué à la promotion du vitrage feuilleté « Triplex » pour la sécurité. L’absence d’éclats de verre aura évité des blessures à Clemenceau et son chauffeur.

## Mention dans la littérature
Jules Verne mentionne le fulmicoton (nitrocellulose) dans plusieurs de ses romans. Le Baltimore gun club l'utilise pour son canon géant dans De la Terre à la Lune, tandis que les naufragés de L'Île mystérieuse en fabriquent pour remplacer la poudre noire, dont ils ne disposent qu'en quantité limitée. Il en est également question dans le Voyage au centre de la Terre. Enfin, il l'évoque dans son roman catastrophe Le Chancellor en comparaison avec le picrate de potasse, explosif moins puissant, dont une bonbonne est cachée dans les entrailles du navire en feu.
Sur un mode plus humoristique, Alphonse Allais, fils de pharmacien qui étudia la chimie, écrivit un conte intitulé Scientia Liberatrix (Litt; la science qui libère) ou la belle-mère explosible. Il s'agit de la confession (fictive) d'un chimiste de grand renom, membre de l' Académie des Sciences qui après le délai de prescription criminelle, révèle comment, jeune marié et affligé d'une belle-mère cauchemardesque, il a expédié cette dernière Ad Patres par un moyen aussi ingénieux que scientifique.
Celle ci avait en effet deux marottes ; s'habiller des pieds à la tête de vêtements et sous-vêtements de coton et lézarder au soleil sur une chaise longue. Le jeune savant subtilise les vêtements de sa détestée belle-mère dans le panier à linge puis leur fait subir dans son laboratoire " l’opération très simple et bien connue qui transforme le paisible coton en redoutable fulmi-coton."
Profitant de la sieste de la dame et renouvelant la méthode d' Archimède au Siège de Syracuse, il concentre les rayons du soleil sur la robe avec une loupe, déclenchant ainsi l'explosion qui lui apporta une félicité conjugale sans nuages.

## Mentions dans le cinéma
Dans le film Next (2007), Nicolas Cage enflamme une rose en papier nitrocellulose.
Dans le film Inglourious Basterds (2009), Marcel (Jacky Ido) embrase une montagne de bobines au nitrate de cellulose afin de détruire par le feu son cinéma, et ainsi tuer les hauts dignitaires nazis qui s'y trouvent.
Dans le film Insaisissables (2013), les quatre magiciens utilisent la nitrocellulose pour un effet pyrotechnique sans résidu.

## Abandon pour diverses raisons...
L'invention de la dynamite, avec un effet brisant beaucoup plus important, a fait tomber le fulmicoton, beaucoup moins puissant, en désuétude en tant qu'explosif industriel.
Le fulmicoton présente l'avantage d'un régime de déflagration déterminé et plutôt lent (effet de souffle), parfaitement compatible avec son usage dans les armes à feu (encore employé, de nos jours, dans les missiles, pour son effet « fusant » (non brisant)).

## Stocks résiduels
À Toulouse, à quelques centaines de mètres de l’ancien site AZF, dans des ballastières (sorte d'étangs), pourtant sur un site classé Natura 2000, sont enfouis dans la vase et sur les berges, près de cinq mille tonnes de nitrocellulose. En novembre 2020, le Premier ministre Jean Castex annonce une dépollution du site pour 2022. Dépollution qui n'a toujours pas eu lieu, en octobre 2023, malgré l'activisme local, de l'association Les Amis de la Terre, ainsi que les missives envoyées à divers ministres, au cours de ces dernières années, de la part du maire de Toulouse, Jean-Luc Moudenc. Le site des ballastières appartient au ministère des Armées.